# Maria José de Mendonça
Maria José de Almeida Furtado de Mendonça (Lisboa, 10 de Janeiro de 1905 — Lisboa, 17 de Agosto de 1984) foi uma museóloga portuguesa.

## Biografia
Licenciou-se em Ciências Histórico-Filosóficas na Faculdade de Letras de Lisboa, tornando-se Conservadora dos Museus Nacionais em 1933 .
Ingressa no Museu Municipal de Lisboa em 1939 onde se mantém até 1944, ano em que transita para o Museu Nacional de Arte Antiga.
Foi responsável pela criação da oficina de tratamento de têxteis do Instituto José de Figueiredo que entrou em laboração em 1956. Paralelamente, iniciou o trabalho de inventariação da colecção de Calouste Gulbenkian, em 1956, desempenhando um importantíssimo papel na programação desta instituição pioneira no campo da programação museológica, trabalhando com George Henri Rivière na construção da sede e Museu. 
Como refere Sofia Lapa  , "Rivière atribui o enorme agrado que sentiu (...) destacando em mais de uma ocasião o profissionalismo de Maria José de Mendonça: “Son esprit logique, son érudition étendue, sa sensibilité, sa gentillesse ont favorisé mes efforts”.
A 25 de Maio de 1962 foi nomeada Directora do Museu Nacional dos Coches, sendo assim a primeira directora de um museu nacional. 
A 6 de Julho de 1967 toma posse como directora do Museu Nacional de Arte Antiga, ficando nesse cargo até Janeiro de 1975, tendo colaborado no Boletim dos Museus Nacionais de Arte Antiga   (1939-1943). No entanto, segundo Maria Madalena de Cagigal e Silva, não deixou o Museu dos Coches continuando à frente dos seus serviços até ser substituída na direcção a 3 de Janeiro de 1969. "Foram perto de sete anos de grande actividade em que o Museu Nacional dos Coches se viu sujeito a importantes remodelações, além de projectos de futuras realizações ficarem elaborados." (In Boletim da APOM, nº7/8 Janeiro-Abril 1975, p.11)
Na primeira metade da década de 1970 dirige o curso de Conservador de Museu e foi membro do Conselho Director do Instituto José de Figueiredo.
Liderou o grupo que levou à criação da Associação Portuguesa de Museologia (APOM) e mais tarde, em 1975, juntamente com Natália Correia Guedes e Maria Helena Pinto, constitui a Comissão Nacional Portuguesa do ICOM.
Madalena Braz Teixeira defende, num artigo publicado na revista Museum da Unesco, em 1991, que durante a vigência do Estado Novo muitos homens abandonaram os seus cargos como directores ou conservadores de museu por causa dos salários baixos ou por razões políticas  , o que levou ao preenchimento desses lugares por mulheres. No entanto o que esse artigo não explica é a verdadeira paixão da maioria dessas mulheres pela museologia — não estavam portanto apenas a ocupar lugares vazios —, nem tão pouco a ausência de um discurso de género sobre a história dos museus portugueses. 
O Estado português reconheceu o seu mérito agraciando-a com o grau de Comendadora da Ordem Militar de Sant’Iago da Espada em 7 de Junho de 1982.
Por determinação própria, a sua biblioteca particular encontra-se no Museu do Traje, em Lisboa.